# ويليام غراهام (سياسي ويلزي)
ويليام غراهام (بالإنجليزية: William Graham)‏ هو سياسي بريطاني، ولد في 18 نوفمبر 1949 بنيوبورت في المملكة المتحدة. حزبياً، نشط في الحزب الويلزي المحافظ.

## مناصب
- في انتخابات الجمعية الوطنية الويلزية 2011 [الإنجليزية]‏، انتخب عضو الجمعية الوطنية الويلزية الرابعة ‏ عن دائرة جنوب ويلز الشرقية [الإنجليزية]‏ وقد انضم خلال فترته النيابية  [لغات أخرى]‏ (5 مايو 2011 – 6 أبريل 2016) للكتلة البرلمانية الحزب الويلزي المحافظ.
- في انتخابات الجمعية الوطنية الويلزية 2007 [الإنجليزية]‏، انتخب عضو الجمعية الوطنية الويلزية الثالثة ‏ عن دائرة جنوب ويلز الشرقية [الإنجليزية]‏ وقد انضم خلال فترته النيابية  [لغات أخرى]‏ (3 مايو 2007 – 30 مارس 2011) للكتلة البرلمانية الحزب الويلزي المحافظ.
- في انتخابات الجمعية الوطنية الويلزية 2003 [الإنجليزية]‏، انتخب عضو الجمعية الوطنية الويلزية الثانية ‏ عن دائرة جنوب ويلز الشرقية [الإنجليزية]‏ وقد انضم خلال فترته النيابية  [لغات أخرى]‏ (1 مايو 2003 – 28 مارس 2007) للكتلة البرلمانية الحزب الويلزي المحافظ.
- في انتخابات الجمعية الوطنية الويلزية 1999 [الإنجليزية]‏، انتخب عضو الجمعية الوطنية الويلزية الأولى عن دائرة جنوب ويلز الشرقية [الإنجليزية]‏ وقد انضم خلال فترته النيابية  [لغات أخرى]‏ (6 مايو 1999 – 2 أبريل 2003) للكتلة البرلمانية الحزب الويلزي المحافظ.